# Canton de Romilly-sur-Seine-2
Le canton de Romilly-sur-Seine-2 est une ancienne division administrative française, située dans le département de l'Aube en région Champagne-Ardenne.

## Géographie
Ce canton comprenait une partie de la commune de Romilly-sur-Seine dans l'arrondissement de Nogent-sur-Seine. 

## Histoire
Le canton est formé en 1973 par la division de celui de Romilly-sur-Seine.
Par le décret du 21 février 2014, le canton est supprimé à compter des élections départementales de mars 2015. Il est englobé dans le nouveau canton de Romilly-sur-Seine.

## Administration
| Période | Période | Identité       | Étiquette | Qualité                                          |
| ------- | ------- | -------------- | --------- | ------------------------------------------------ |
| 1973    | 1998    | Georges Didier | PCF       | Maire de Romilly-sur-Seine (1984-1989)           |
| 1998    | 2015    | Joë Triché     | PCF       | Ancien conseiller municipal de Romilly-sur-Seine |

## Composition
Le canton de Romilly-sur-Seine-2 comprenait une fraction de la commune de Romilly-sur-Seine. Il comptait 10 921 habitants (population municipale) au 1er janvier 2012.
| Nom                           | Code Insee | Intercommunalité                   | Population (dernière pop. légale)               |
| ----------------------------- | ---------- | ---------------------------------- | ----------------------------------------------- |
| Romilly-sur-Seine (chef-lieu) | 10323      | CC des Portes de Romilly-sur-Seine | Fraction : 10 921(2012) Commune : 14 303 (2014) |

## Démographie
| 1975 | 1982 | 1990   | 1999   | 2006   | 2011   | 2012   |
| ---- | ---- | ------ | ------ | ------ | ------ | ------ |
| -    | -    | 12 527 | 11 663 | 10 977 | 10 764 | 10 921 |